# ديفيد لونغو
ديفيد لونغو (بالفرنسية: David Luongo)‏ هو لاعب كرة قدم فرنسي في مركز الهجوم، ولد في 13 مارس 1988 في فرنسا. لعب مع نادي ليفينغستون ونادي نيون.

## وصلات خارجية
- ديفيد لونغو على موقع قاعدة بيانات كرة القدم.إي يو (الإنجليزية)
- ديفيد لونغو على موقع Soccerway.com (الإنجليزية)